# Ocotea valerioana
Ocotea valerioana là loài thực vật có hoa trong họ Nguyệt quế. Loài này được (Standl.) W.C. Burger miêu tả khoa học đầu tiên năm 1990.